# Hansjörg Schertenleib

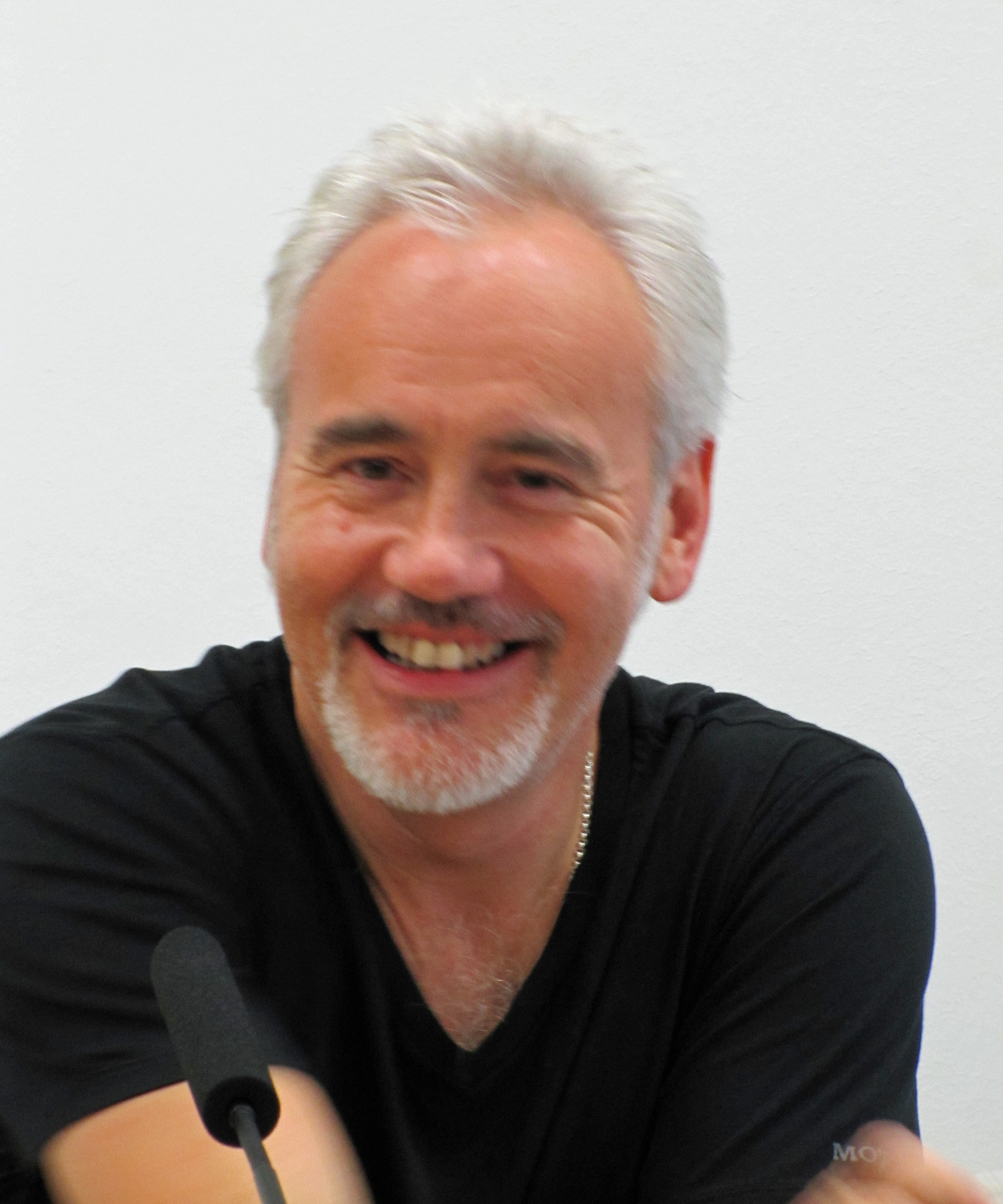
Hansjörg Schertenleib 2010 in Frankfurt am Main

Hansjörg Schertenleib (* 4. November 1957 in Zürich) ist ein Schweizer Schriftsteller und Übersetzer.

## Leben
Hansjörg Schertenleib wuchs in Zürich auf. Von 1974 bis 1978 absolvierte er eine Ausbildung zum Schriftsetzer und Typografen. Von 1975 bis 1980 besuchte er die Kunstgewerbeschule Zürich. Er hielt sich längere Zeit in Norwegen, Dänemark, Wien und London auf. Seit 1981 ist er freier Schriftsteller. Zu Beginn der 1980er Jahre war er als Film- und Musikkritiker für verschiedene Zeitschriften tätig. 1992/1993 wirkte er als Hausautor am Theater Basel. 1996 wanderte er nach Donegal in Irland aus und entschloss sich, die irische Staatsbürgerschaft anzunehmen. Von 2005 bis 2015 lebte er in Irland und zeitweise in der Schweiz; danach pendelte er zwischen Suhr und der US-amerikanischen Ostküste, seit Sommer 2020 wohnt er im Burgund.
Schertenleib ist Verfasser von Prosawerken, die von der Kritik wegen ihrer kühl-sachlichen Sprache gelobt werden, von Lyrik, Theaterstücken und Hörspielen. Durchgängige Themen seines Werkes sind die Flucht vor der Enge seiner Schweizer Heimat und das Unterwegssein.
Texte von Schertenleib liegen als Übersetzungen ins Schweizerdeutsche, Französische, Englische, Niederländische und Bulgarische vor.
Schertenleib war in erster Ehe mit der Gartenbuch-Autorin Sabine Reber verheiratet. Seit 2012 ist er mit der Lehrerin Brigitte Haas verheiratet.
Sein Archiv befindet sich im Schweizerischen Literaturarchiv in Bern.

## Auszeichnungen
- 1981: Literaturpreis von Ascona
- 1983: Conrad-Ferdinand-Meyer-Preis
- 1984: Förderpreis des Kantons Aargau
- 1985: Förderpreis zum Leonce-und-Lena-Preis
- 1988: Preis der Schweizerischen Schillerstiftung
- 1989: Hermann-Ganz-Preis
- 1991: Ehrengabe des Kantons Zürich
- 1995: Kranichsteiner Literaturpreis
- 1996: Preis der Schweizerischen Schillerstiftung
- 1998: Stadtschreiber-Stipendium in Minden
- 1999: Werkjahr der Stiftung Pro Helvetia
- 2001: Ehrengabe der Stadt Zürich
- 2003: ndl-Literaturpreis
- 2005: Werkjahr der Stiftung Pro Helvetia
- 2006: Hörspielpreis der Stiftung Radio Basel für Liebeszeugs
- 2007: Max-Kade-Writer-in-Residence am Massachusetts Institute of Technology, Boston
- 2009: Writer-in-Residence in Cape Town

## Werke

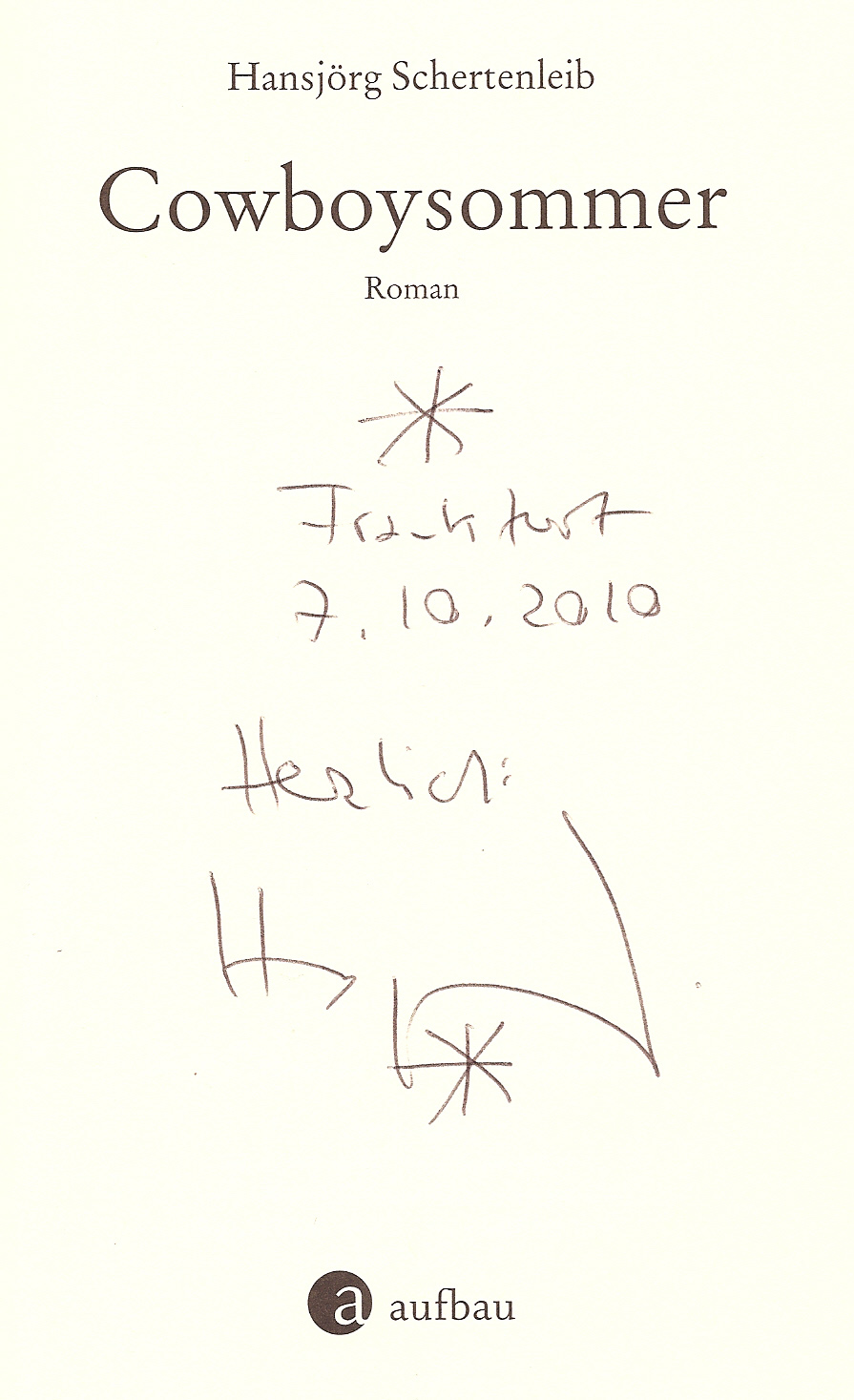
Autograph

### Gedichte, Erzählungen, Romane
- Drei Gedichtbände in einem. (Mit Jürgen Stelling und Manfred Züfle). Zürich 1981.
- Grip. Drei Erzählungen. Benziger, Zürich u. a. 1982.
  - Französisch: Grip. Récits. Campiche, Yvonand 1993, ISBN 2-88241-038-7.
- Die Ferienlandschaft. Roman. Benziger, Zürich u. a. 1983.
- Die Prozession der Männer. Fünf Erzählungen. Kiepenheuer & Witsch, Köln 1985, ISBN 3-462-01691-1.
- Die Geschwister. Roman. Kiepenheuer & Witsch, Köln 1988, ISBN 3-596-12193-0.
- Der stumme Gast. Gedichte. Kiepenheuer & Witsch, Köln 1989, ISBN 3-462-01974-0.
- Der Antiquar. Erzählung. Kiepenheuer & Witsch, Köln 1991, ISBN 3-462-02132-X.
- Das Zimmer der Signora. Roman. Kiepenheuer & Witsch, Köln 1996, ISBN 978-3-7466-2106-7.
- November. Rost. Gedichte. Kiepenheuer & Witsch, Köln 1997, ISBN 978-3-462-02613-9.
- Zeitpalast. Roman für Jugendliche. Carlsen-Verlag, Hamburg 1998, ISBN 978-3-551-58034-4.
  - Niederländisch von Marie-Louise van As: Tijdgrens. Uitgeverij Holland, Haarlem 2000, ISBN 90-251-0846-6.
- Die Namenlosen. Roman. Kiepenheuer & Witsch, Köln 2000, ISBN 978-3-7466-1853-1.[3]
  - Französisch von Marie-Claude Auger: Les sans-noms. Chambon, Nîmes 2003, ISBN 2-87711-248-9.
  - Bulgarisch von Diana Dimanova: Bezimennite. Delakort, Sofia 2003.
- Schattenparadies. Roman für Jugendliche. Carlsen-Verlag, Hamburg 2001, ISBN 978-3-551-58067-2.
- Von Hund zu Hund. Geschichten aus dem Koffer des Apothekers. Kiepenheuer & Witsch, Köln 2001, ISBN 978-3-7466-1912-5.
  - Bulgarisch von Diana Dimanova: Ot kuče na kuče: istorijki ot kufara na antekarja. Delakort, Sofia 2004, ISBN 954-8415-71-2.
- Der Papierkönig. Roman. Aufbau-Verlag, Berlin 2003, ISBN 978-3-351-02980-7.
  - Bulgarisch von Diana Dimanova: Chartienijat kral. Delakort, Sofia 2004, ISBN 954-8415-68-2.
- Der Glückliche. Novelle. Aufbau-Verlag, Berlin 2005, ISBN 978-3-351-03017-9.
  - Englisch von David Dollenmayer: A happy man. Melville House Publishers, Brooklyn New York 2009, ISBN 978-1-933633-81-7.
- Tauchstation. Jugendroman. Kyrene, Innsbruck 2006, ISBN 978-3-596-15664-1.
- Das Regenorchester. Roman. Aufbau-Verlag, Berlin 2008, ISBN 978-3-351-03237-1.
- Cowboysommer. Roman. Aufbau-Verlag, Berlin 2010, ISBN 978-3-351-03321-7.
- Nachtschwimmer. Roman. Aufbau-Verlag, Berlin 2012, ISBN 978-3-7466-2822-6.
- Wald aus Glas. Roman. Aufbau-Verlag, Berlin 2012, ISBN 978-3-351-03503-7.
- Lichtung, Strand. Gedichte aus 35 Jahren. Edition Bücherlese, Hitzkirch 2015, ISBN 978-3-9524082-3-0.
- Jawaka. Roman. Aufbau-Verlag, Berlin 2015, ISBN 978-3-351-03605-8.
- Die Fliegengöttin. Novelle. Gatsby, Zürich 2018, ISBN 978-3-311-21002-3.
- Die Hummerzange. Kriminalroman. Kampa Verlag, Zürich 2019, ISBN 978-3-311-12004-9.
- Palast der Stille. Erzählung. Kampa Verlag, Zürich 2020, ISBN 978-3-311-21013-9.
- Der Glückliche. Kampa Verlag, Zürich 2021, ISBN 978-3-311-15033-6.
- Offene Fenster, offene Türen. Kampa Verlag, Zürich 2021, ISBN 978-3-311-10064-5.
- Die Grüne Fee. Eine Gespenstergeschichte. Kampa Verlag, Zürich 2022, ISBN 978-3-311-12558-7.
- Im Schilf. Roman. Atlantis Verlag, Zürich 2023, ISBN 978-3-7152-5025-0.

### Bühnenwerke
- Stoffmann und Herz. 1988 (UA: Stadttheater Luzern).
- Ultima Thule.
- Schilten. Bühnenbearbeitung des Romans von Hermann Burger. Frankfurt am Main 1992 (UA: Theater Basel).
- Rabenland. Frankfurt am Main 1993. (UA: Bayerisches Staatsschauspiel, München).
- Mars. Nach dem gleichnamigen Buch von Fritz Zorn. 1993. (UA: Theater Basel).
- Bacon. Libretto zum Tanztheater von Ismael Ivo. 1994. (UA: Theaterhaus Stuttgart).
- Gewölbe. Monolog. Frankfurt am Main 1996. (UA: Stadttheater St. Gallen)[4]
- Das Loch. Frankfurt am Main 1996.
- Kerker. (UA: In Magdeburg).
- Radio Kashmir. Komödie. Frankfurt am Main 2003 (UA: Theater Bremen)[5]
- Schwanen. Nach Texten von Joseph Roth. (UA: Klibühni Chur).
- Grönland, Theaterstück. 2010. (UA: Phönix-Theater 81, Steckborn).

### Herausgeberschaft
- Literatur in der Schweiz (mit Martin R. Dean). Wien 1987.
- Wiener Walzer. Zürich 2008.

### Übersetzungen
- Avi: Countdown im Keller. Hamburg 2001.
- Kenneth Cook: In Furcht erwachen. München 2006.
- John Knowles: Ein anderer Frieden. Hamburg 2001.
- Eoin McNamee: Blue tango. München 2003.
- Sam Shepard: Augen für Consuela. Frankfurt am Main 1999.
- Sam Shepard: Die letzten Tage des Henry Moss. Frankfurt am Main 2002.
- Chris Van Allsburg: Der Polarexpress. Hamburg 2001.